# محمدآباد (خبر)
محمدآباد، خبر روستایی در دهستان خبر، بخش دهج، شهرستان شهربابک در استان کرمان است.
جمعیت این روستا در سال ۱۳۸۵، ۲۱۹ نفر بوده است.